# Nephodia funeralis
Nephodia funeralis là một loài bướm đêm trong họ Geometridae.